# シンガポールにおける長髪
本項ではシンガポールにおける長髪について記述する。1960年代、シンガポールの政府は、男性の長髪を禁止する方針を打ち出した。これは、世界的なヒッピーの流行に対応したもので、ヒッピー文化の影響は、国の発展に悪影響を及ぼし、有害なものと考えたためである。長髪の男性に対しては、罰金、散髪の強制などの処分や、政府施設の利用に対して、順番を最後にするよう通達がなされた。
また、禁止はシンガポール国民だけに留まらず、長髪の外国人男性に対しても及び、入国の拒否が行われた。この影響により、ビージーズ、喜多郎、レッド・ツェッペリンといったアーティストは、シンガポールでのライブを断念することとなった。
この長髪の禁止は、シンガポールと諸外国との関係へも波紋を広げ、リー・クアンユー首相の外遊が中止に追い込まれるなど影響を残し、最終的には1990年代に解除された。

## 経緯
「ヒッピー」は、1960年代のアメリカで発生したカウンターカルチャー運動であり、諸外国の若者へも拡がりを見せていた。欧米のヒッピーは、違法な薬物を大量に消費していたと言われており、また、その文化の特徴の一つが長髪であった。シンガポール政府は、ヒッピー文化から受ける悪影響を防ぐために、対策として長髪を禁止する方針を打ち出した。
1972年1月9日、政府による"operation snip snip"（→ちょきちょき作戦）と名付けられたキャンペーンで、半強制的な長髪禁止が行われた。警察が長髪の男性を発見すると「反社会的」であるとの理由で、散髪を強制された。また、政府職員の場合「規律違反」の勧告や、最悪の場合には職を失う事態も発生した。加えて、長髪の男性が政府施設の利用する際には、最後尾に下げられ「長髪の男性は最後にご案内します。」と書かれたポスターが掲示された。
1976年の新聞では、長髪の男性政府職員に対し、200シンガポールドル（約80アメリカドル）の罰金が規定されており、規程に従わない場合には免職される場合もあると報道されている。さらに、この長髪禁止は、自国民のみならず、仕事や観光で来訪した外国人にも及び、長髪の男性は、入国するために散髪するか、入国せずに帰国するかの選択を迫られた。
こうした規制も1980年代から徐々に緩和され、1990年代に解除された。

### 事件
1970年8月、マレーシアの若者3人が長髪を理由に逮捕されたことが論争の的となり、不当であるとの多くの声が上がったため、シンガポールの首相リー・クアンユーのクアラルンプールへの外遊が中止に追い込まれた。また、リーは、記者会見を開き、事件の関係者に対し謝罪を行った。
1972年、オーストラリア人観光客は、入国のために散髪を迫るという対応を不服とし、帰国しシンガポールへの旅行を排斥すべきだと伝えるつもりだと報道関係者に語った。これに対し、オーストラリア高等弁務団は、入国管理局の対応に抗議する権限はないとしながらも、速やかに正式な調査を行うことを明らかにした。
1974年、政府の男性職員8,172人が長髪を理由に警告を受け、そのうち11人が罰金、4人が失職した。 
1984年、日本人アーティストの喜多郎は、長髪を切ることを拒んだため入国できず、シンガポールでのライブの中止を余儀なくされた。また、時期は異なるものの同様の理由で、クリフ・リチャード、レッド・ツェッペリンやビージーズといったアーティストもシンガポールでのライブの開催を断念した。

### 影響
この長髪の禁止は、シンガポールを紹介する書籍に登場し、規律に厳しいことの例示として頻繁に使用されている。1982年、オーストラリアのロックバンドのリトル・リヴァー・バンドがリリースした"Down On The Border"では、シンガポールの長髪の禁止に触れ「決してシンガポールへは行かないだろう。」と歌っている。2013年11月、地元紙ザ・ストレーツ・タイムズは、シンガポールの特徴的な50の歴史の1つとして、長髪の禁止を挙げている。